# Hippodrome de l'Atlantique

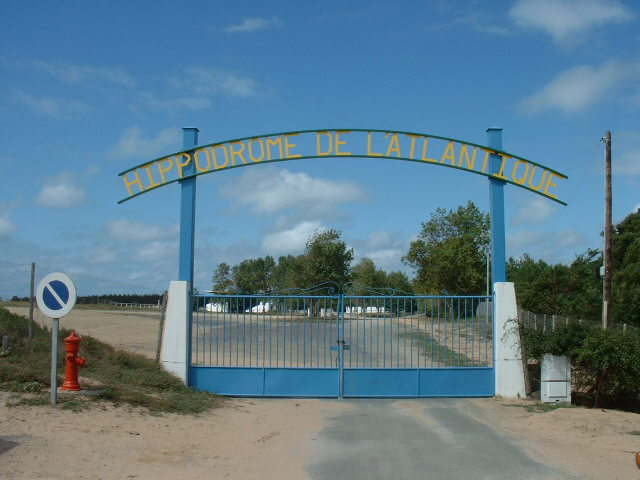
Entrée de l'hippodrome.

L'hippodrome de l'Atlantique se situe sur la commune de Saint-Jean-de-Monts, dans le département de la Vendée, en France. Il est localisé face à l'océan Atlantique, dans les dunes de la forêt des Pays-de-Monts.
Les courses s'y tiennent essentiellement au mois d'août de chaque année.